# Иконография
Иконография (от др.-греч. εἰκών — «изображение, образ» и γράφω — «пишу») — в изобразительном искусстве «описание и классификация тем, сюжетов, мотивов, изображаемых персонажей независимо от особенностей исторического типа искусства, художественного направления, течения, стиля и школы, способов и средств художественного выражения». Проще говоря, иконография относится к литературной деятельности, описывающей лишь предметный план и не затрагивающей методику и технику изобразительного творчества. Такой вид деятельности зародился в античности в форме экфрасиса — описания произведения изобразительного искусства, но получил интенсивное развитие в Новое время в связи с расширением и усложнением сюжетов и символов изобразительного искусства и архитектуры.
В более узком значении термин «иконография» по причине сложности тем чаще относят к христианскому искусству.
В христианской иконографии выделяют главные темы:
- Иконография Богоматери,
- Иконография Иисуса Христа,

В индуистской и буддийской иконографии:
- Иконография Вишну,
- Иконография Шивы,
- Иконография Лакшми,
- Иконография женских божеств - Дурги и ряда др.
- Иконография Будд, архатов и бодхисатв в буддийском искусстве

На протяжении веков по мере обогащения искусства новым содержанием иконографические схемы постепенно менялись и усложнялись. Обмирщение искусства, развитие реализма и творческой индивидуальности художников вызвали как свободу истолкования старых иконографических тем и сюжетов, так и появление новых, менее регламентированных.

## Использование термина в истории искусства
Иконография изобразительного искусства восходит к трактатам раннего христианства и западноевропейского Средневековья, прежде всего к сочинению «О небесной иерархии» Псевдо-Дионисия Ареопагита. На основе этого текста разрабатывались композиции икон и фресок, каноны изображения «Сил небесных» в качестве разъяснения и изображения через «неподобные символы» — основы символизма средневекового искусства. Христианские экзегеты (толкователи) составляли протографы — основы канонических изводов в изображении священных лиц.
К текстам Псевдо-Дионисия обращался аббат Сугерий (Сюжер), настоятель аббатства Сен-Дени, разрабатывая иконографическую программу витражей, архитектурных и скульптурных деталей базилики.
«Энциклопедией средневекового искусства» считаются отдельные книги «Великого зерцала» (лат. Speculum majus), составленные Винсентом из Бове в 1310—1325 годах. Для восточнохристианского искусства характерны своды прорисей и «переводов», «лицевых» (изобразительных) и толковых подлинников (с краткими описаниями правил изображений и технических наставлений мастеру), а также большие иконы, включающие иногда более сотни малых изображений. «Литературный сценарий» иконописных композиций изложен в про́логах (сокращённом своде житий) и святцах (в том числе лицевых).
Источником сюжетов для художников служили различные переработки сочинений античных авторов в христианском морализаторском духе, например «Морализованный Овидий» (Ovidius moralizatus) Пьера Берсюира. Латинская версия этого сочинения в 15-ти книгах опубликована в 1342 году. Она представляет собой собрание и «переложение» античных мифов с добавлениями морализаторских сентенций от автора.
Позднее в подражание Берсюиру появлялись и другие подобные сочинения разных авторов, которых стали называть «мифографами». Художники использовали такие сочинения наряду с «Золотой легендой» в качестве «сценария» своих картин соответственно ренессансной эстетике, когда требовалось придать «античным сюжетам христианскую окраску». Столь сложная задача не всем художникам была под силу и помощь «мифографов» была необходима. В результате появился новый жанр изобразительного искусства, подобно театральной драме получивший название «моралите» (фр. moralité).
На основе христианской средневековой традиции сложилось более широкое значение термина «иконография», принятое в истории и теории искусства: описание и систематизация типологических признаков и композиций, принятых при изображении каких-либо персонажей (действительных или легендарных) или сюжетных сцен. Термин «иконография» стали использовать в связи с появлением в 1593 году сочинения итальянского живописца и литератора Чезаре Рипы «Иконология». В этом сочинении дан обширный свод толкований эмблем, символов и аллегорий, принятых в искусстве того времени. В эпоху Возрождения роль иконографических источников для живописцев играли многие мифологические и исторические сочинения: «Метаморфозы» Овидия, книги Плутарха и Тита Ливия.
Метод иконографических описаний складывался в 1840-х годах во Франции и Германии в качестве способа изучения средневекового искусства, его источников и связей с религиозными и литературными памятниками путём истолкования символов, аллегорий, атрибутов. В 1890-х годах иконографию средневекового искусства изучал выдающийся французский медиевист Эмиль Маль. Он первым стал сопоставлять скульптурные изображения в готических соборах Франции с редкими и малоизученными в то время религиозными текстами. Его начинания продолжал Андре Грабар.
В конце XIX — начале XX веков русский историк искусства Н. П. Кондаков использовал метод иконографии для изучения византийских традиций в средневековом русском искусстве. Кондаков — автор классических трудов: «Лицевой иконописный подлинник: Исторический и иконографический очерк. Т. 1: Иконография Господа Бога и Спаса Нашего Иисуса Христа» (1905), «Иконография Богоматери» (в 2-х томах; 1914—1915). Русский археолог П. И. Севастьянов создавал «Ключ христианской иконографии».
Иконография как жанр искусства и искусствоведения стала основой иконологического метода изучения искусства, раскрывающего «художественный смысл изображения, значение художественных форм в контексте определённого исторического типа искусства, направления, течения, стиля». Иконология пользуется данными иконографии — предписаниями того, как надлежит изображать те или иные сюжеты, но, в отличие от иконографии, «воссоздаёт литературными средствами „сценарий“ художественного произведения во всей полноте и целостности». Основоположником иконологического метода изучения искусства стал немецкий историк культуры Аби Варбург, его последователями были Фриц Заксль, Эдгар Винд, Рудольф Виттковер и многие другие.
Иконологический метод изучения искусства на основе иконографии в области культурологии развивал американский учёный Эрвин Панофский. Обращение к иконографии не как к самоцели, а сочетающееся с разносторонним исследованием социальных и эстетических аспектов искусства, является одним из условий верного понимания художественного произведения. Метод иконографии положен в основу оригинальной методики атрибуции произведений изобразительного искусства, получившего название «знато́чество». Одним из наиболее ярких представителей этого метода был Бернард Беренсон. Термин «иконография» применяют в отношении и других видов искусства, например архитектуры.

## «Иконография» Ван Дейка
Фламандский живописец и гравёр Антонис Ван Дейк после возвращения в 1627 году из Италии, Германии и Англии в родной Антверпен задумал запечатлеть своих современников в серии гравированных портретов под названием «Иконография». Восемнадцать из них он награвировал сам в смешанной технике офорта и резца. По рисункам Ван Дейка работали гравёры Л. Ворстерман, П. Понциус, Дж. Гринхилл, С. Болсверт, П. де Йоде и другие. Причём рядом с коронованными особами, кардиналами, князьями, могущественными заказчиками и меценатами Ван Дейк поместил портреты художников. Среди них — собственный портрет и портрет своего кумира П. П. Рубенса. Таким образом, «Иконография» превратилась в своеобразную панораму своего времени. Первое издание «Иконографии» (80 листов) осуществлено в 1632 году в Антверпене. Второе, после кончины художника, — в 1645 году (100 листов). Эту серию многократно переиздавали.

## Иконография в исторической науке
В исторической науке иконография — система приёмов и методика определения достоверности изображения какого-либо истинного лица или события, их опознания и датировки. 
В XX—XXI веках принципы исторической иконографии и методика иконографического анализа распространяются на фото- и киноматериалы.

## Обобщённое использование термина
Под иконографией понимают также совокупность изображений какого-либо лица (писателя, политического деятеля и т. д., например В. И. Ленина, А. С. Пушкина). Иконографией называется и совокупность сюжетов (нарратив), характерных для какой-либо эпохи, направления в искусстве. Иконографией называется также совокупность изображений однотипных биологических объектов (например, насекомых), выполненных по определённым правилам.